# Świadkowie Jehowy na Kajmanach
Świadkowie Jehowy na Kajmanach – społeczność wyznaniowa na Kajmanach, należąca do ogólnoświatowej wspólnoty Świadków Jehowy, licząca w 2023 roku 301 głosicieli, należących do 3 zborów. Na dorocznej uroczystości Wieczerzy Pańskiej w 2023 roku zgromadziło się 728 osób (ok. 1% mieszkańców). Działalność miejscowych głosicieli od 2014 roku koordynuje Amerykańskie Biuro Oddziału.

## Historia
W roku 1929 na Wielkim Kajmanie złożył wizytę Patrick Davidson, sprawujący nadzór nad działalnością ewangelizacyjną na Jamajce. Pomimo napotkanego sprzeciwu udało mu się prowadzić działalność kaznodziejską. W roku 1937 Davidson przybył na Wielki Kajman ponownie, ale dokładnym opracowaniem tego terenu zajęli się dopiero przybyli w 1950 roku z Jamajki misjonarze Alec Bangle i Louis Woods. W stosunkowo krótkim czasie rozpowszechnili setki egzemplarzy literatury biblijnej. Dziewięć lat później założono 12-osobowy zbór. W 1972 roku liczba głosicieli osiągnęła 21 osób, a trzy lata później przekroczyła 30.
W 1982 roku na Kajmany wysłano kolejnych misjonarzy i rok później przekroczono liczbę 50 głosicieli. W roku 1987 wyznawcy pojawili się na Cayman Brac. W 1988 roku działało 60 głosicieli, w 1993 roku przekroczono liczbę 100. W 2001 roku powstał drugi zbór, a trzy lata później trzeci. W roku 2004 zorganizowano pomoc humanitarną dla poszkodowanych przez huragan Ivan. W 2006 roku przekroczono liczbę 200 głosicieli. W 2007 roku na corocznej uroczystości Wieczerzy Pańskiej (Pamiątce) zebrało się 675 osób (ok. 1,4% mieszkańców). W 2008 roku zanotowano liczbę 273 głosicieli, w roku 2009 – 298, a w roku 2023 - 301. W listopadzie 2020 roku zorganizowano pomoc dla poszkodowanych przez huragan Eta. Sale Królestwa znajdują się w George Town (zbór: angielskojęzyczny i hiszpańskojęzyczny oraz grupa tagalskojęzyczna) i w West Bay (zbór angielskojęzyczny).